# Угрюмов Віктор Петрович
Угрюмов Віктор Петрович (12 серпня 1939) — радянський вершник.
Представляв «Урожай» (Мінськ).
Олімпійський чемпіон 1980 року в командній виїздці, бронзовий призер 1980 року в індивідуальній виїздці.
Бронзовий призер Чемпіонату світу з виїздки 1978 року в командній виїздці.
Срібний призер Чемпіонату Європи з виїздки 1979 року в командній виїздці.